# Saxifraga cintrana
Saxifraga cintrana är en stenbräckeväxtart som beskrevs av Kuzinsky och Heinrich Moritz Willkomm. Saxifraga cintrana ingår i Bräckesläktet som ingår i familjen stenbräckeväxter. Inga underarter finns listade i Catalogue of Life.